# Alexandre Pawlisiak
Willibald Alexander „Alexandre“ Pawlisiak (* 26. Mai 1913 in Recklinghausen; † 15. Juli 1990 in Neuilly-sur-Seine) war ein französischer Radrennfahrer.

## Sportliche Laufbahn
Pawlisiak war Straßenradsportler und der Sohn polnischer Eltern, die nach Deutschland ausgewandert waren. Nach seiner Übersiedlung nach Frankreich wurde sein Vorname offiziell in Alexandre geändert. Unter diesem Namen bestritt er Radrennen. Bis Oktober 1937 war er polnischer Staatsbürger, danach erhielt er die französische Staatsbürgerschaft. Mit 13 Jahren begann er, in einem Bergwerk zu arbeiten. Mit 14 Jahren wurde er Mitglied im französischen Arbeitersportverband FSGT, der für seine Mitglieder eigene Radrennen organisierte. 1936 fuhr Pawlisiak erste Rennen als Amateur außerhalb der FSGT.
1942 wurde er Berufsfahrer im Radsportteam Heylett-Hutchinson und blieb bis 1953 aktiv. Er siegte in den Eintagesrennen Paris–Alençon 1942, Paris–Nantes 1946, Paris–Bourganeuf 1947 und in einigen weiteren Rundstreckenrennen und Kriterien in Frankreich.
Zweite Plätze errang er in den Rennen Paris–Nantes und Paris–Clermont-Ferrand 1947 sowie im Grand Prix d’Espéraza 1950 hinter Henri Chardonnet. 1947 bestritt er die Tour de France für ein Regionalteam und wurde 48. der Gesamtwertung.
1953 war er Teilnehmer der Internationalen Friedensfahrt für die Mannschaft der in Frankreich lebenden Polen. Er gewann eine Etappe und wurde beim Sieg von Christian Pedersen 5. des Endklassements. Er startete in dem Etappenrennen mit einer Lizenz als Unabhängiger. 1954 startete er erneut und wurde 46., Edward Klabiński gehörte zu seinen Teamkameraden.